# Émile Van Marcke
Pour les articles homonymes, voir Van Marcke.
Charles Émile Van Marcke de Lummen, dit Émile Van Marcke, né à Sèvres le 25 août 1827, mort à Hyères le 24 décembre 1890, est un peintre et graveur français.

## Sa famille

Armoiries de la famille van Marcke de Lummen

Émile Van Marcke est le petit-fils du peintre belge Charles van Marcke (1773-1830), spécialisé dans la peinture sur porcelaine. Son père est le peintre Jules Van Marcke (1797-1849), spécialisé dans le paysage animé de figures animalières, et également peintre sur porcelaine à la Manufacture de Sèvres de 1825 à 1832, où il rencontra sa femme Julie Palmyre Robert, artiste peintre elle aussi.
Émile Van Marcke épouse sa cousine Victoire Henriette Caroline Robert (1834-1934), fille du photographe Louis-Rémy Robert. Ils ont trois enfants : Gabrielle Victoire van Marcke de Lummen (1853-1918) qui épouse le peintre Louis Watelin en 1873, Marie Diéterle (1856–1935), née Marie Perrine Louise van Marcke, artiste peintre de la vie rurale et des animaux d'élevage, et Jean Van Marcke de Lummen (1875–1918), peintre de chevaux.

## Ses débuts
Émile Van Marcke naît le 25 août 1827 dans une famille d'artistes et d'artisans. Il commence sa carrière à la Manufacture de Sèvres où il travaille de 1853 à 1862. Au cours de cette période, il rencontre le peintre animalier Constant Troyon qui le persuade de « s'inspirer de la nature pour sa peinture »,. Il voyage beaucoup en France à la recherche de sites, mais progressivement il concentre ses recherches sur les paysages de campagne et sur le bétail de Normandie, et notamment les troupeaux de vaches qui deviendront sa principale inspiration.

## L'œuvre
Témoin de la France rurale, ses paysages idylliques de l’arrière-pays français et ses représentations réalistes d’animaux symbolisent pleinement son style. Sa notoriété dépassa les frontières françaises pour atteindre l’Angleterre et les États-Unis. Cela lui donnera de ce fait une réputation internationale de grand peintre animalier paysagiste dans la tradition des maîtres de l'École de Barbizon des décennies précédentes.

### Collections publiques
- Paris, musée d'Orsay :
  - Des vaches, gravure[8]
  - Le Retour du troupeau, photogravure de l'œuvre éponyme conservée au musée des beaux-arts de Lyon[9]
  - Âne assis, crayon noir sur papier[10]
  - Barque et pêcheurs, encre noire sur papier[11]
  - Julie Palmyre Robert, vers 1825, crayon noir, crayons de couleurs[12]
  - Portrait de Jean Joseph de Marnette de Marne, vers 1839, crayon[13]
  - Portrait de Jean Joseph de Marnette de Marne, deuxième version, vers 1839, crayon[14]
- Clermont-Ferrand, Musée d'art Roger-Quilliot : Foire au village, 1861, huile sur toile
- Baltimore , Walters Art Museum :
  - L'Approche de l'orage, vers 1872, huile sur toile[15]
  - Aux Aurores, huile sur toile[16]
  - La Mare, huile sur toile[17]
- Reims, musée des Beaux-Arts :
  - Vaches et mouton au bord d'une mare, huile sur bois[18]
  - Pâturage, huile sur toile[19]
  - Vache fuyant l'orage, huile sur bois[20]
  - Animaux au repos, huile sur toile[21]
  - Animaux au repos, huile sur toile[22]

### Galerie

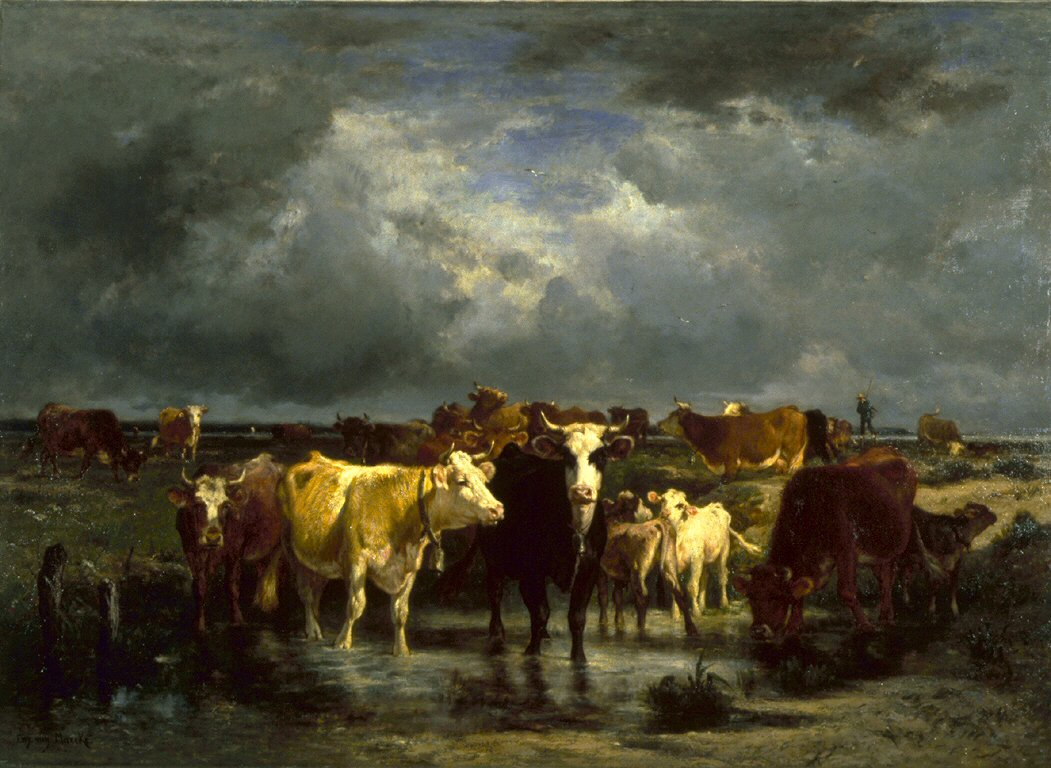
L'Approche de l'orage (vers 1872), Baltimore , Walters Art Museum.
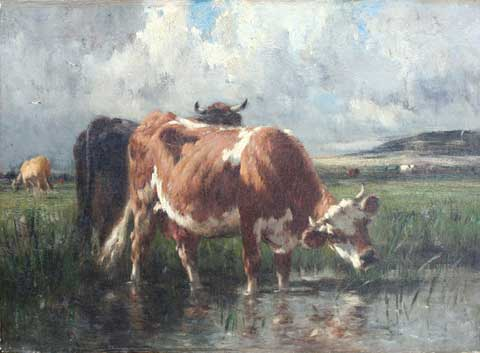
Scène pastorale dans la vallée de la Bresle
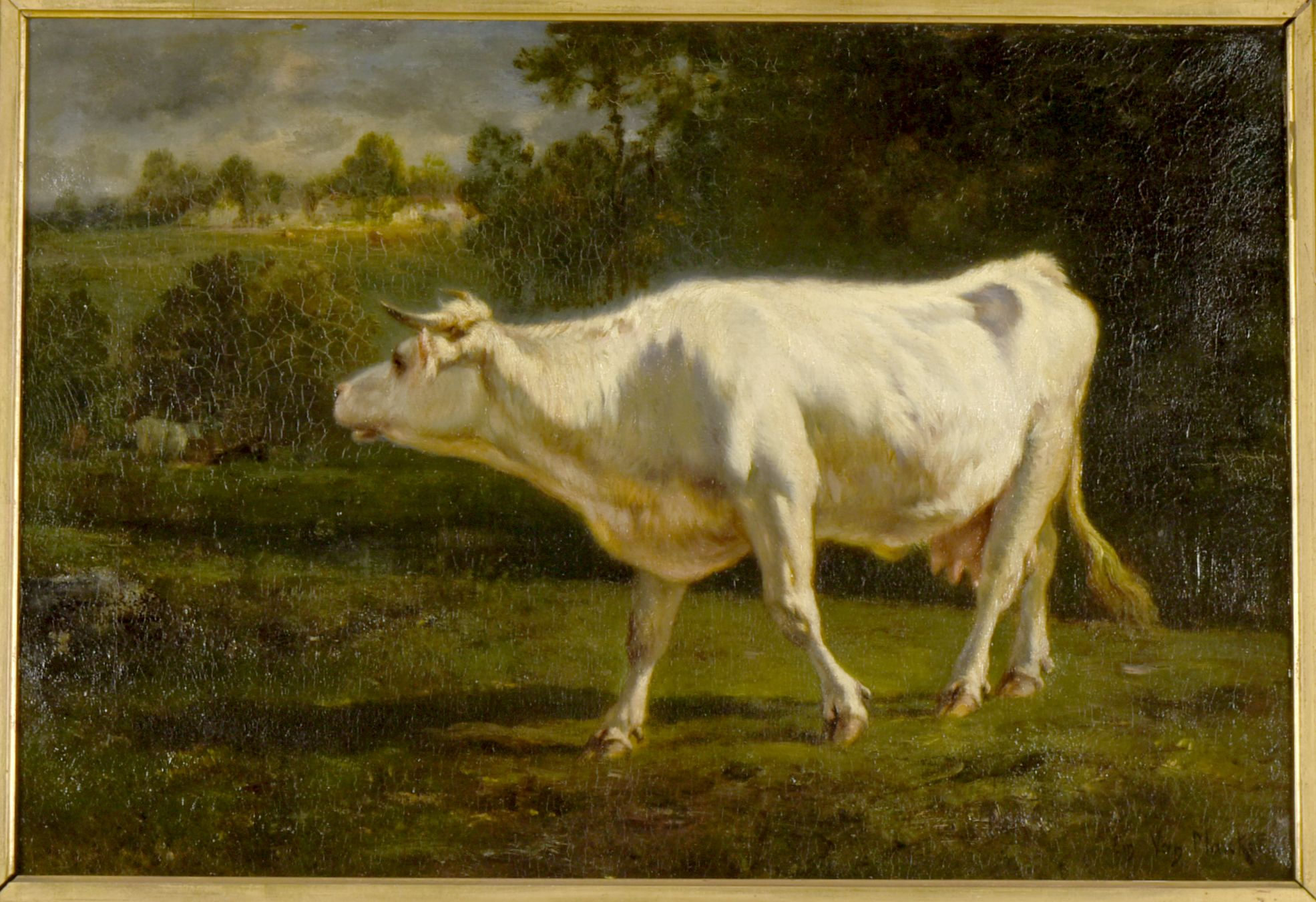
Vache fuyant l'orage, musée des Beaux-Arts de Reims musée numérique

## Élèves
- Albert Bance (1848-1899)[23]
- Louis Darey (1848-1917)